# Todomundo
Todomundo é o segundo álbum da carreira solo de Vinny. Gravado e lançado em 1997, Vinny estourou nas paradas com a faixa "Heloísa, Mexe a Cadeira", que foi tema da novela Malhação, da Rede Globo.
| “ | "Foi a partir desse disco que minha carreira teve repercussão nacional e, mais que isso, me levou a fazer shows em outros países. Considero "Heloísa, Mexe a Cadeira" como um fenômeno, pois foi a música brasileira mais tocada durante dois anos consecutivos" | ” |

## Faixas
1. "Heloísa, Mexe a Cadeira"
2. "Benedito"
3. "Deus"
4. "João Bobo"
5. "Patricinha"
6. "Santo Lampião"
7. "Maria Tatame"
8. "Fulano de Tal"
9. "Sandrinha"
10. "Mauricinho"
11. "Heloísa, Mexe a Cadeira" (Electro Edit)
12. "Heloísa, Mexe a Cadeira" (Trumpet Pop Jazz Edit)